# Карлстрём, Якоб
Якоб Карлстрём (норв. Jacob Karlstrøm; род. 9 января 1997, Тромсё, Тромс) — норвежский футболист, вратарь клуба «Молде».

## Клубная карьера
Карлстрём — воспитанник клубов «Тромсё». 13 мая 2017 года в матче против «Сарпсборг 08» он дебютировал в Типпелиге. В 2022 году Якоб перешёл в «Молде». 2 апреля в матче против «Волеренги» он дебютировал за новую команду. В своём дебютном сезоне Карлстрём помог клубу выиграть чемпионат.

## Достижения
Клубные
 «Молде»
- Победитель Типпелиги — 2022